# Municipi de Līgatne
El municipi de Līgatne (en letó: Līgatnes novads) és un dels 110 municipis de Letònia, que es troba localitzat al centre del país bàltic, i que té com a capital la localitat de Līgatne. El municipi va ser creat l'any 2009 després d'una reorganització territorial.

## Ciutats i zones rurals
- Līgatne (ciutat)
- Līgatnes pagasts (zona rural)

## Població i territori
La seva població està composta per un total de 4.063 persones (2009). La superfície del municipi té uns 167,7 kilòmetres quadrats, i la densitat poblacional és de 24,23 habitants per kilòmetre quadrat.